# Camp Rock 2: Отчётный концерт
«Camp Rock 2: Отчётный концерт» (англ. Camp Rock 2: The Final Jam) — сиквел популярного молодёжного фильма студии Дисней «Camp Rock: Музыкальные каникулы». Режиссёром картины стал Пол Хоэн, сменив Мэттью Даймонда. В главных ролях: Деми Ловато, Братья Джонас, Элисон Стоунер. Премьера в России состоялась 15 сентября 2010 года на канале Дисней.

## Сюжет
Митчи Торрес возвращается в лагерь «Camp Rock». Там она встречает своих старых друзей: Кейтлин, Тесс и группу «Connect 3» — Нейта (Ник Джонас), Джейсона (Кевин Джонас) и Шейна (Джо Джонас). Они обнаруживают, что на другом берегу озера построили новый лагерь «Camp Star». Он очень популярен, туда уходят многие, в том числе и дива лагеря Тесс. Большинство работников лагеря «Camp Rock» тоже переметнулись к ним, и Митчи и её друзьям приходится заменять их и самим преподавать вокал, хореографию и музыку. Они справляются со своими обязанностями. Владелец лагеря «Camp Star» Аксель Тёрнер — давний недруг Брауна Цезарио — владельца лагеря «Camp Rock». Они постоянно соревнуются между собой.
Нейт влюбляется в девушку из другого лагеря — Дану Тёрнер, но Аксель Тёрнер — её отец, запрещает им общаться. На общем костре двух лагерей Митчи поёт свою песню, а звезда лагеря «Camp Star» Люк Уильямс — свою. Все поражены его искусством. «Camp Rock» вызывает «Camp Star» на состязание — Отчётный концерт, а владелец «Camp Star» предлагает показать этот концерт — соревнование по телевидению всего мира. Браун сомневается, что дети его лагеря смогут выиграть. Шейн пытается назначить Митчи свидание, но она постоянно занята. Митчи очень переживает из-за состязания, она отдаляется от своих друзей и ссорится с Шейном. Но на следующий день Шейн собирает всех и начинает репетировать.
Дана не хочет встречаться с Нейтом, она считает его обычным парнем, о котором она совсем ничего не знает. Но он сочиняет для неё песню, в которой рассказывает ей о себе.
Вся команда решает, что петь на «Отчётном концерте» должны только Митчи и Шейн — дуэтом. Митчи приходит в голову идея во время выступления показывать на экранах, как они веселились в лагере, желая показать, что лагерь «Camp Rock» — это не только танцы и пение, но ещё и самые обычные развлечения, как в других лагерях.
Соревнование выигрывают «Camp Star», но теперь лагерям больше нечего делить. Дети из Camp Star видят, как весело в лагере-сопернике и решают следующим летом вернуться сюда, в том числе и Тесс, которой надоело подпевать Люку целыми днями. Вместе они приходят на прощальный костер.

## В ролях
- Деми Ловато — Митчи Торрес
- Джо Джонас — Шейн Грей
- Ник Джонас — Нейт Грей
- Кевин Джонас — Джейсон Грей
- Меган Джетт Мартин — Тесс Тайлер
- Элисон Стоунер — Кейтлин Геллар
- Анна Мария Перес де Тагле — Элла Падор
- Жасмин Ричардс — Маргарет «Пэгги» Дюпри
- Джордан Фрэнсис — Бэррон Джеймс
- Рошон Фиган — Сендер Лоуер
- Хлоя Бриджес — Дана Тернер
- Мэттью «Mdot» Финли — Люк Уильямс
- Фрэнки Джонас — Тревор
- Мария Кэнелc Баррера — Кони Торрес
- Дэниел Фезерс — Браун Цезарио

## Музыкальные номера
1. «Brand New Day» — Деми Ловато (Митчи возвращается в лагерь)
2. «Different Summers» — Деми Ловато (Костёр в Camp Star)
3. «Fire» — Мэттью «Mdot» Финли (Костёр в Camp «Star»)
4. «Can’t Back Down» — Деми Ловато
5. «It’s On» — Camp Rock 2 (Camp «Rock» против Camp «Star»)
6. «Wouldn’t Change a Thing» — Деми Ловато, Джо Джонас (Митчи и Шейн ссорятся)
7. «Heart and Soul» — Jonas Brothers (Новая песня Connect 3)
8. «You’re My Favorite Song» — Деми Ловато, Джо Джонас (Прогулка на лодке)
9. «Introducing Me» — Ник Джонас (Нейт поёт Дане)
10. «Walking in My Shoes» — Мэттью «Mdot» Финли и Меган Мартин (Bonus Track)
11. «Tear It Down» — Мэттью Финли и Меган Мартин (Final Jam)
12. «What We Came Here For» — Camp Rock 2 (Final Jam)
13. «This Is Our Song» — Деми Ловато, Ник Джонас, Джо Джонас и Элисон Стоунер (прощальный костер)
14. «It’s Not Too Late» — Деми Ловато (Bonus Track)[2]

Песни в фильме расположены не в том порядке, как в саундтреке к фильму. «Different Summers» и «Walking in My Shoes» были исполнены в другой обработке, в то время как песни «It’s Not Too Late» вообще не было в фильме. Эти три песни стали дополнительными треками в саундтреке.

## Интересные факты
- В фильме также снялся младший брат Ника, Джо и Кевина Джонасов — Фрэнки. Он играл Тревора.
- Все танцоры и музыканты, которые присутствовали в сцене с песней «Fire» (Кроме Хлои Бриджес и МДота) из Канады.
- Сцена с «Can’t Back Down» была снята в той же студии, где снимался триллер «Пила»
- У Мэттью МДот Финли были электрогрелки, расположенные по всему телу (под костюмом), чтобы он не замерз во время сцены Tear It Down.
- Ведущая Хитс ТВ на самом деле знаменитая канадская ведущая.
- Сцена с Шейном и Митчи на озере снималась там же, где Элисон Стоунер снималась в фильме Оптом Дешевле 2.
- В первом фильме Тесс всегда ходила на каблуках или в кроссовках, а во втором фильме ходила только в бокасинах. Возможно причиной этого стал случай на Финальном концерте во время её выступления.
- В премьерном показе фильма «Camp Rock 2: The Final Jam» на канале Дисней, когда наших героев пригласили на костёр в честь открытия «Camp Star» отсутствует выступление Митчи и её команды, хотя до премьеры, уже переведенный на русский язык фильм, а также оригинал фильма на английском языке «Camp Rock 2: The Final Jam» включал в себя выступление Митчи с Кейтлин, Пегги и Эллой.

## Премьеры в мире
| Страна               | Канал                                             | Дата премьеры     |
| -------------------- | ------------------------------------------------- | ----------------- |
| США                  | Disney Channel                                    | 3 сентября, 2010  |
| Канада               | Family, VRAK.TV (Quebec only)                     | 3 сентября, 2010  |
| Германия             | Disney Channel Germany                            | 3 сентября, 2010  |
| Республика Корея     | Disney Channel Asia                               | 5 сентября, 2010  |
| Бруней               | Disney Channel Asia                               | 5 сентября, 2010  |
| Камбоджа             | Disney Channel Asia                               | 5 сентября, 2010  |
| Индонезия            | Disney Channel Asia                               | 5 сентября, 2010  |
| Гонконг              | Disney Channel Asia                               | 5 сентября, 2010  |
| Малайзия             | Disney Channel Asia                               | 5 сентября, 2010  |
| Пакистан             | Disney Channel Asia                               | 5 сентября, 2010  |
| Филиппины            | Disney Channel Asia                               | 5 сентября, 2010  |
| Сингапур             | Disney Channel Asia                               | 5 сентября, 2010  |
| Шри-Ланка            | Disney Channel Asia                               | 5 сентября, 2010  |
| Бангладеш            | Disney Channel Asia                               | 5 сентября, 2010  |
| Таиланд              | Disney Channel Asia                               | 5 сентября, 2010  |
| Вьетнам              | Disney Channel Asia                               | 5 сентября, 2010  |
| Аргентина            | Disney Channel Latin America                      | 5 сентября, 2010  |
| Чили                 | Disney Channel Latin America                      | 5 сентября, 2010  |
| Колумбия             | Disney Channel Latin America                      | 5 сентября, 2010  |
| Перу                 | Disney Channel Latin America                      | 5 сентября, 2010  |
| Мексика              | Disney Channel Latin America                      | 5 сентября, 2010  |
| Венесуэла            | Disney Channel Latin America                      | 5 сентября, 2010  |
| Бразилия             | Disney Channel Brazil                             | 5 сентября, 2010  |
| Ирландия             | Disney Channel UK & Ireland                       | 17 сентября, 2010 |
| Великобритания       | Disney Channel UK & Ireland                       | 17 сентября, 2010 |
| Дания                | Disney Channel Scandinavia                        | 17 сентября, 2010 |
| Норвегия             | Disney Channel Scandinavia                        | 17 сентября, 2010 |
| Швеция               | Disney Channel Scandinavia                        | 17 сентября, 2010 |
| Ливан                | Disney Channel Middle East                        | 18 сентября, 2010 |
| Польша               | Disney Channel Poland                             | 18 сентября, 2010 |
| Португалия           | Disney Channel Portugal                           | 18 сентября, 2010 |
| Румыния              | Disney Channel Romania                            | 18 сентября, 2010 |
| Испания              | Disney Channel Spain                              | 18 сентября, 2010 |
| Турция               | Disney Channel Turkey                             | 18 сентября, 2010 |
| Чехия                | Disney Channel Hungary, Czech Republic & Slovakia | 18 сентября, 2010 |
| Венгрия              | Disney Channel Hungary, Czech Republic & Slovakia | 18 сентября, 2010 |
| Словакия             | Disney Channel Hungary, Czech Republic & Slovakia | 18 сентября, 2010 |
| ЮАР                  | Disney Channel South Africa                       |                   |
| Франция              | Disney Channel France                             | 21 сентября, 2010 |
| Бельгия              | Disney Channel Netherlands & Flanders             | 24 сентября, 2010 |
| Нидерланды           | Disney Channel Netherlands & Flanders             | 24 сентября, 2010 |
| Италия               | Disney Channel Italy                              | 24 сентября, 2010 |
| Болгария             | Disney Channel Bulgaria                           | Сентябрь 2010     |
| Индия                | Disney Channel India                              | Сентябрь 2010     |
| Израиль              | Disney Channel Israel                             | Сентябрь 2010     |
| Австралия            | Disney Channel Australia                          | 2 октября, 2010   |
| Новая Зеландия       | Disney Channel Australia                          | 2 октября, 2010   |
| Китайская Республика | Disney Channel Taiwan                             | 10 октября, 2010  |
| Япония               | Disney Channel Japan                              | 15 октября, 2010  |
| Россия               | Disney Channel Russia                             | 28 мая, 2011      |

## Критика
На сайте Rotten Tomatoes фильм имеет рейтинг 40 % на основе 5 рецензий со средним баллом 6,1 из 10.